# Casino-Brücke (Brugg)
Die Casino-Brücke ist eine Strassenbrücke über die Aare in der Stadt Brugg und Bestandteil der Hauptstrasse 3/5 im Schweizer Kanton Aargau.

## Lage
Wenig unterhalb der Altstadt von Brugg und der Aareschlucht mit der alten Brückenstelle führt die moderne Strassenbrücke etwa 15 Meter hoch über den Fluss. Sie bildet die neue, direkte Verbindung zwischen der Strassenkreuzung Neumarktknoten beim Bahnhof von Brugg und der Landstrasse nach Würenlingen auf der Geländeterrasse am nördlichen Ufer der Aare. Die Fahrbahn liegt auf der Höhe von 344 m. ü. M.

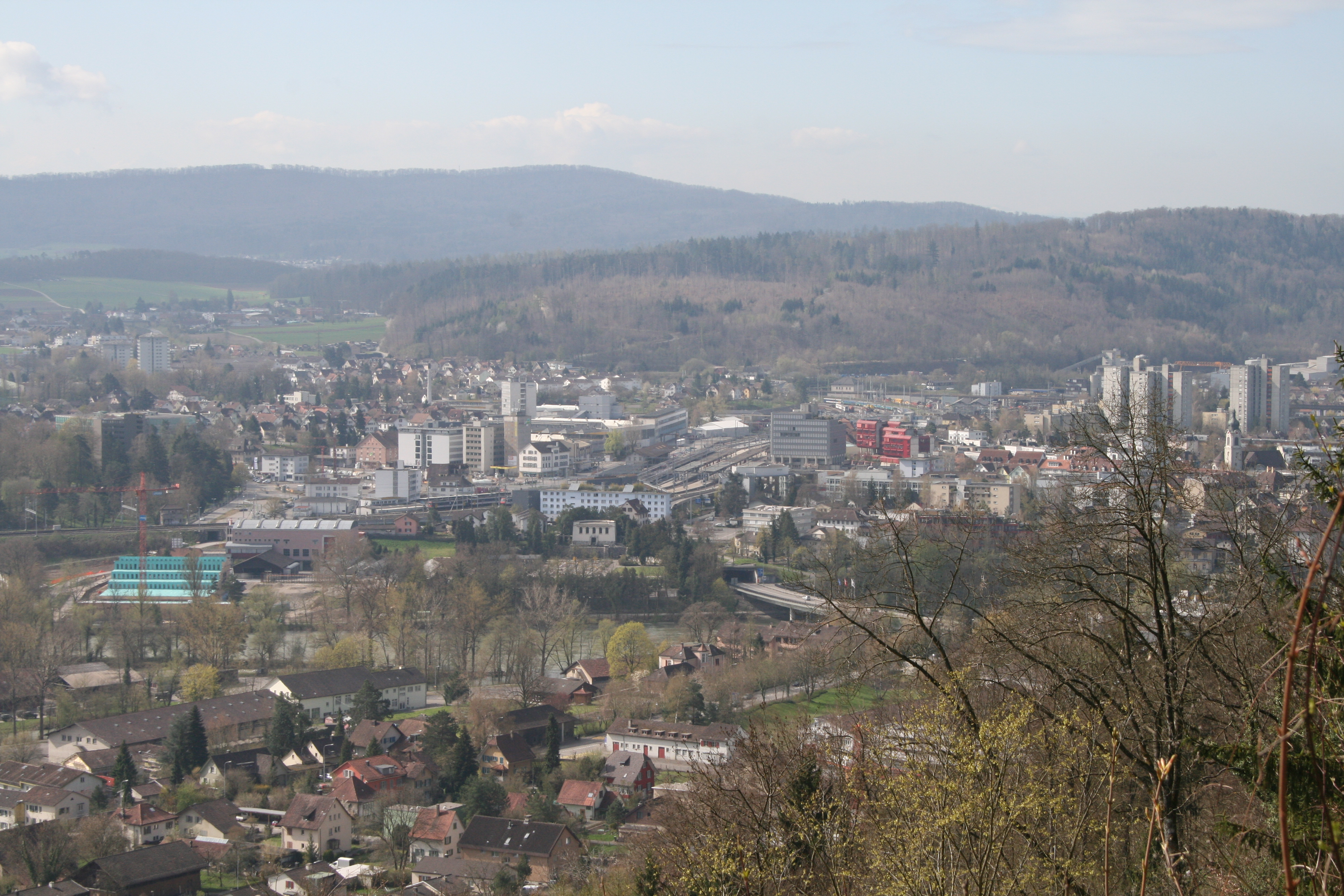
Lage der Brücke in der Siedlungslandschaft von Brugg
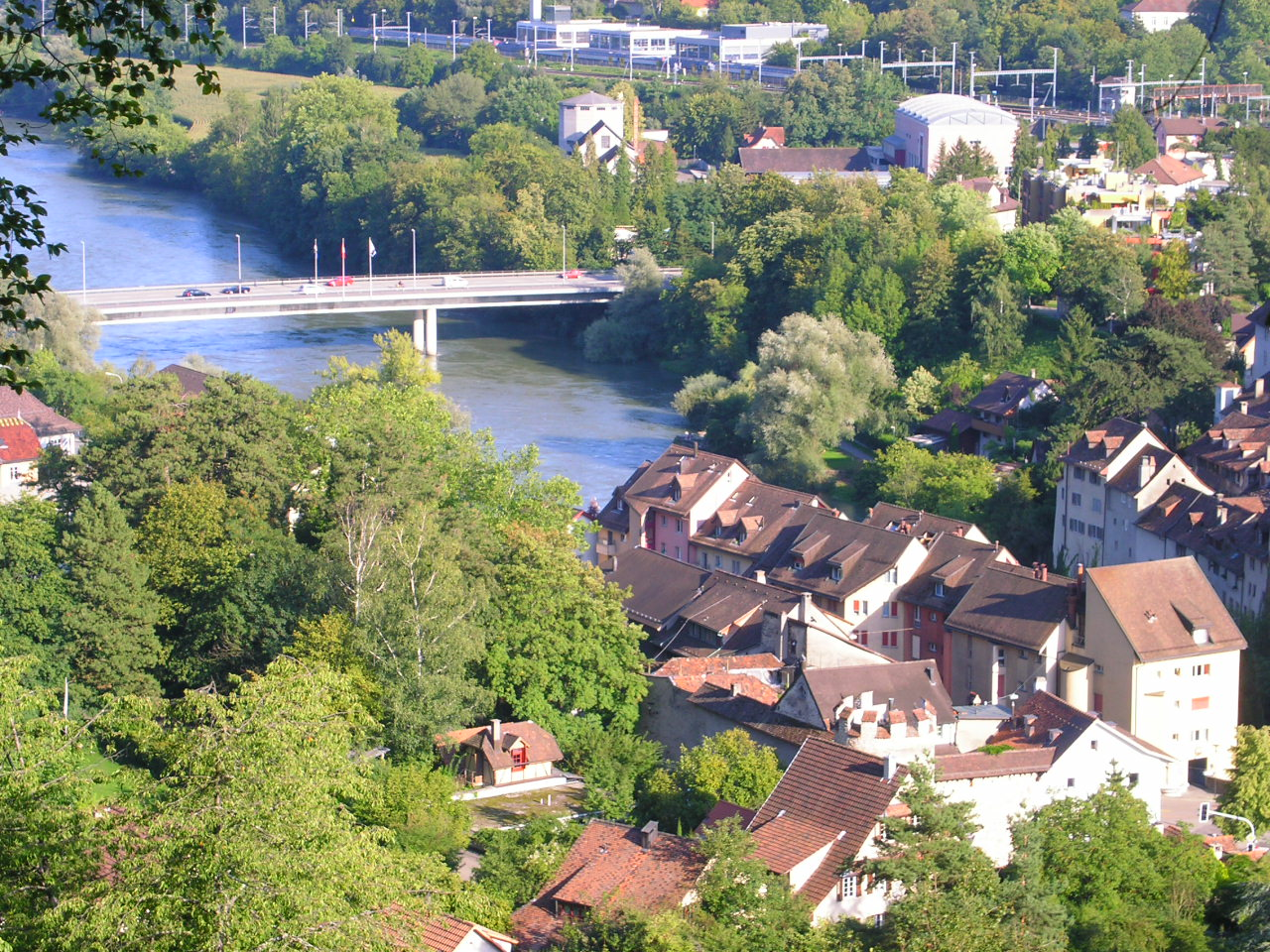
Casino-Brücke unterhalb der Altstadt von Brugg
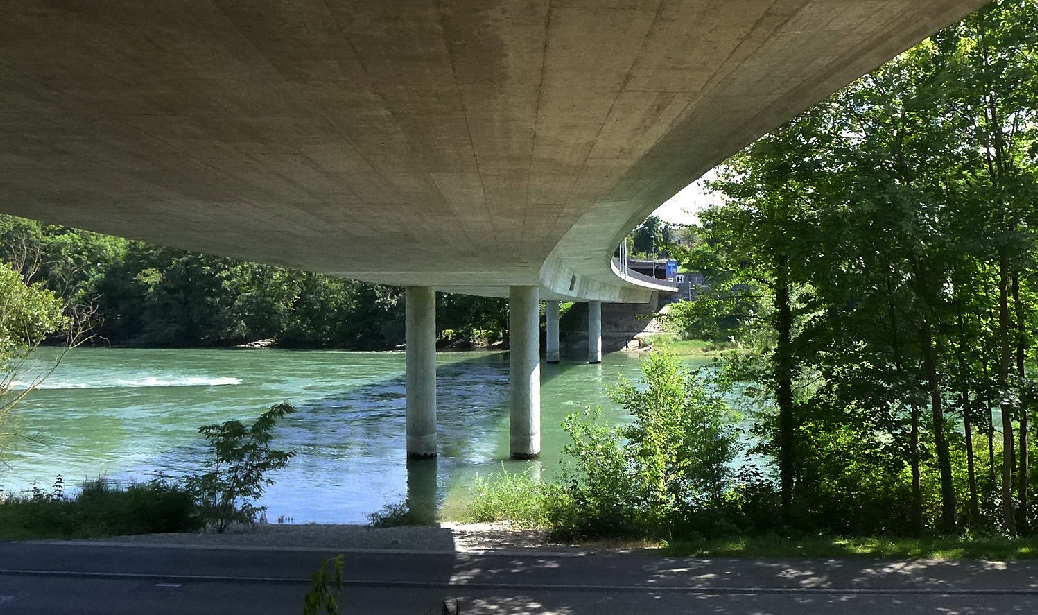
Casino-Brücke
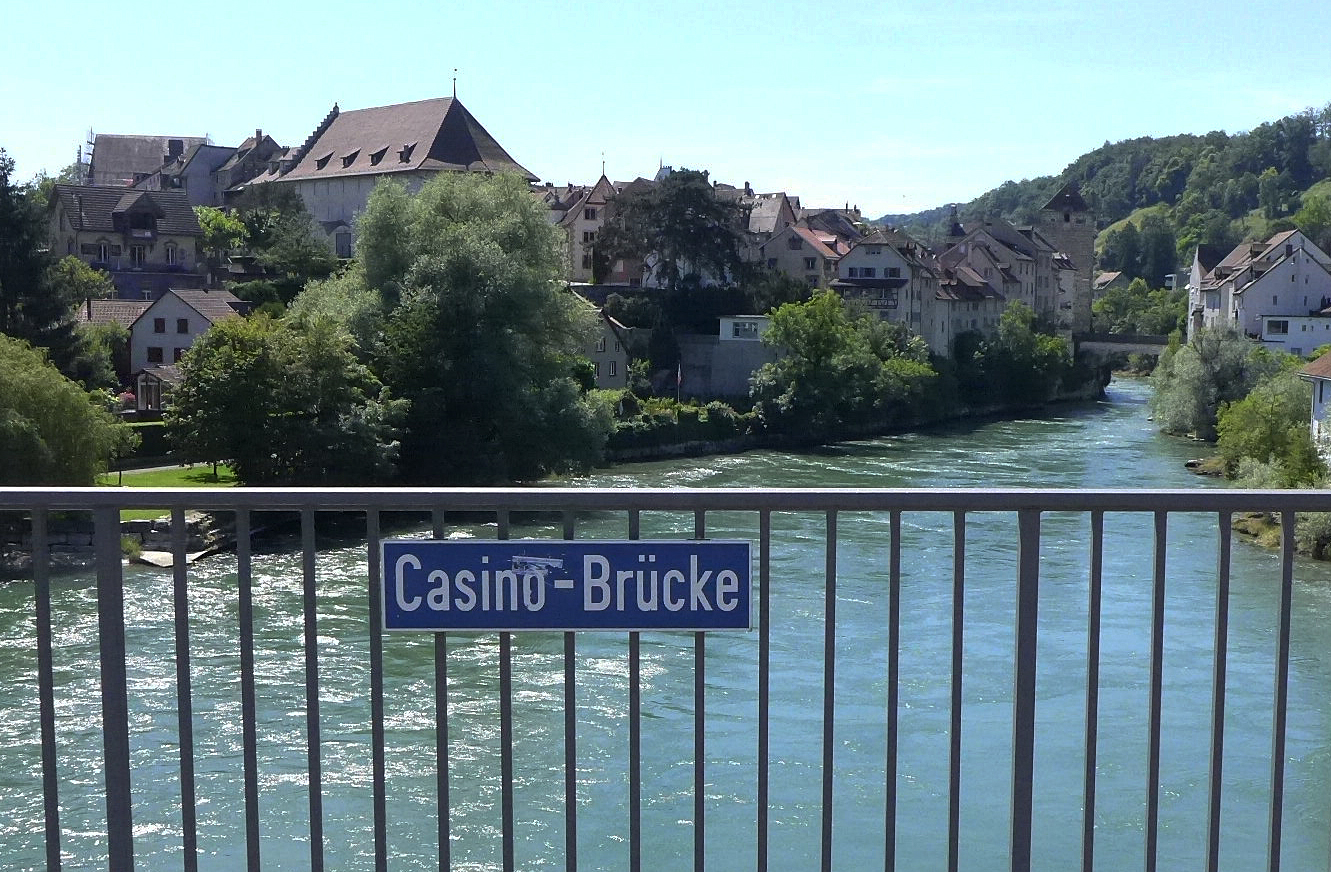
Blick von der Casino-Brücke auf die Altstadt von Brugg

## Geschichte
Nach dem Bau der Autobahn A3 von Basel bis Frick im Jahr 1973 nahm der Verkehr über den Bözberg nach Brugg und Richtung Zürich stark zu, und die enge Durchfahrt durch die Stadt Brugg war regelmässig überlastet. Nach verschiedenen Studien für neue Verkehrswege bei Brugg wurde von 1978 bis 1980 die so genannte Mittlere Umfahrung von Brugg gebaut. Sie führt in einer tief liegenden Verkehrsschlucht vom Bahnhof gegen Norden und durch einen Tunnel neben dem Friedhof von Brugg zum neuen Aareübergang. Damit wurde die Altstadt vom Motorfahrzeugverkehr entlastet und konnte als Fussgängerzone ausgestaltet werden.
Die Aarebrücke der Mittleren Umfahrung erhielt im Jahr 2000 den neuen Namen "Casino-Brücke".

## Bautechnik
Die Brücke ist als Stahlbetonbauwerk erstellt und weist einen leicht gebogenen Verlauf auf. Sie hat eine Länge von etwa 220 Metern. Auf der Westseite ist sie mit einem breiten Fussgängerweg ausgestattet.